# Alberto Vázquez-Figueroa

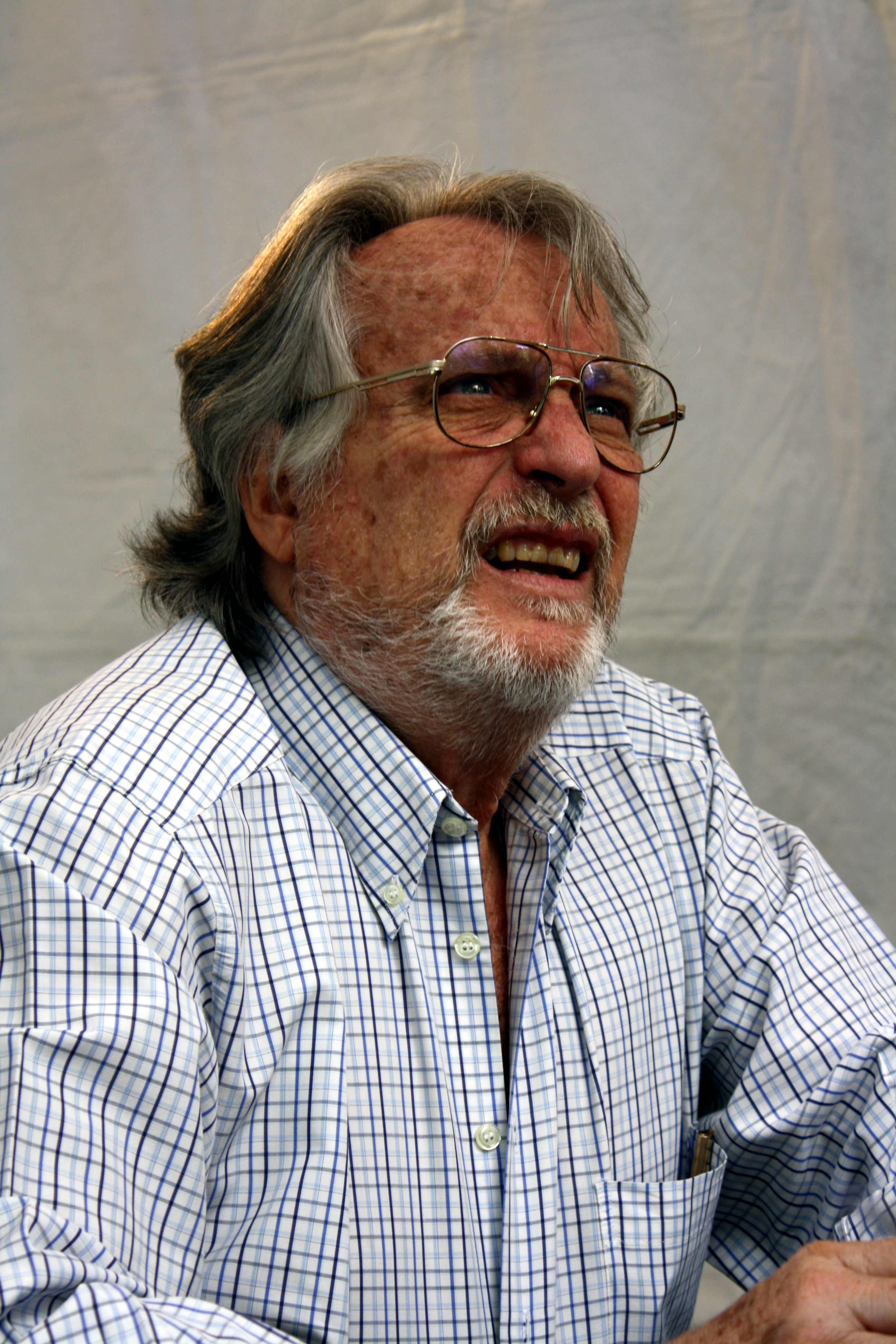
Álberto Vázquez-Figueroa (2009)

Alberto Vázquez-Figueroa (* 11. Oktober 1936 in Santa Cruz de Tenerife) ist ein spanischer Schriftsteller.

## Leben
Kindheit und Jugend verbrachte Vázquez-Figueroa in der jetzt marokkanischen Wüste in der damaligen Kolonie Spanisch-Sahara. Sein Vater wurde 1936 während des spanischen Bürgerkriegs verurteilt, aus politischen Gründen mit seiner Familie dorthin deportiert und schloss sich den Tuareg an.
Mehrere seiner Romane wurden für das Kino verfilmt. Als Journalist und Auslandskorrespondent reiste er von 1965 bis Ende der 1970er Jahre durch Afrika und Lateinamerika. Sein erster Roman war „Ébano“. 1980 erschien dann der erste große Erfolgsroman „Tuareg“, der 1984 unter dem Titel „Tuareg - Il guerriero del deserto“ (dt. Gazel, der Wüstenkrieger) verfilmt wurde.
Er lebt zurzeit auf Teneriffa.

## Werke (Deutsche Erstausgaben)
Alberto Vázquez-Figueroa schrieb über 40 Bücher, die Übersetzungen in mehrere Sprachen erfuhren. Auch ist er der Autor mehrerer Drehbücher zu Filmen und TV-Serien.
- Meer in Flammen. Roman. Neuss: Skript-Verlag 2018, ISBN 978-3-928249-22-5.
- Sohn der Sonne. Roman (zweiter Band der Inka-Duologie). Augsburg: Weltbild Verlag 2007, ISBN 3-89897-348-4.
- Aziza muss sterben. Roman. Augsburg: Weltbild Verlag 2006, ISBN 3-89897-307-7.
- Die Augen der Tuareg. Roman (zweiter Band der Tuareg-Trilogie). Berlin: Ullstein Verlag 2005, ISBN 3-548-25976-6.
- Ikarus. Roman. Berlin: Ullstein Verlag 2004, ISBN 3-548-25899-9.
- Der Leguan. Roman. Zürich: Unionsverlag 2003, ISBN 3-293-00307-9.
- Bocanegra. Roman (dritter Band der Piraten-Trilogie). München: Wilhelm Goldmann Verlag 2001, ISBN 3-442-44851-4.
- Insel der Freibeuter. Roman (zweiter Band der Piraten-Trilogie). München: Wilhelm Goldmann Verlag 1998, ISBN 3-442-43736-9.
- Piratin der Freiheit. Roman (erster Band der Piraten-Trilogie). München: Wilhelm Goldmann Verlag 1998, ISBN 3-442-44042-4.
- Bora Bora. Roman. München: Wilhelm Goldmann Verlag 1997, ISBN 3-442-43357-6.
- Die Gärten der Königin. Roman (dritter Band der Cienfuegos-Serie). München: Wilhelm Goldmann Verlag 1995, ISBN 3-442-41564-0.
- Bogotá. Roman. München: Blanvalet-Verlag 1991, ISBN 3-7645-7666-9. Neuaufgelegt unter dem Titel Die Kinder von Bogotá.
- Santa Maria. Roman (zweiter Band der Cienfuegos-Serie). München: Blanvalet-Verlag 1991, ISBN 3-764-57396-1.
- Hundertfeuer. Roman (erster Band der Cienfuegos-Serie). München: Blanvalet-Verlag 1991, ISBN 3-764-57385-6.
- Nacht über Panama. Roman. München: Wilhelm Goldmann Verlag 1990, ISBN 3-442-09907-2.
- Maradentro. Roman (dritter Band der Perdomo-Trilogie). München: Blanvalet-Verlag 1990, ISBN 3-764-52312-3.
- El Perro. Roman. München: Wilhelm Goldmann Verlag 1989, ISBN 3-442-09429-1.
- Yaiza. Roman (zweiter Band der Perdomo-Trilogie). München: Blanvalet-Verlag 1989, ISBN 3-764-52308-5.
- Océano. Roman (erster Band der Perdomo-Trilogie). München: Blanvalet-Verlag 1988, ISBN 3-764-56673-6.
- Viracocha. Roman (erster Band der Inka-Duologie). München: Wilhelm Goldmann Verlag 1988, ISBN 3-442-09204-3. Neuaufgelegt unter dem Titel Der Inka.
- Vendaval. Roman. München: Wilhelm Goldmann Verlag 1988, ISBN 3-442-09169-1.
- Yubani. Roman. München: Wilhelm Goldmann Verlag 1988, ISBN 3-442-08951-4.
- Manaos. Roman. München: Wilhelm Goldmann Verlag 1987, ISBN 3-442-08821-6. Übersetzt aus dem Spanischen von Elke Krüger. Originalausgabe: Manaos. Barcelona: Ediciones G.P. 1975.
- Ébano. Roman. München: C. Bertelsmann Verlag GmbH 1987, ISBN 3-570-04823-3.
- Tuareg. Roman (erster Band der Tuareg-Trilogie). München: C. Bertelsmann Verlag GmbH 1986, ISBN 3-570-06656-8. Übersetzt aus dem Spanischen von Hartmut Zahn. Originalausgabe: Tuareg. Barcelona: Plaza & Janés Editores S.A. 1980.

## Verfilmungen (Auswahl)
- Der letzte Harem. 1981.
- Sangre en el Caribe. 1985.
- Gazel, der Wüstenkrieger. 1985. Verfilmung des Romans Tuareg.
- 1978: Manaos – Die Sklaventreiber vom Amazonas (Manaos) (auch Regie)
- Ashanti. Verfilmung des Romans Ébano.